# Bumerang-Dysplasie
Die Bumerang-Dysplasie ist eine sehr seltene angeborene Erkrankung mit schwerwiegender Knochenbeteiligung. Sie gehört zu den letal verlaufenden Skelettdysplasien.
Die Bezeichnung bezieht sich auf die ungewöhnliche Deformierung hauptsächlich der Oberschenkelknochen und wurde 1983 erstmals in einem Bericht des italienischen Kinderradiologen A. Tenconi verwendet.

## Verbreitung und Ursache
- Bislang wurden nur über etwa 10 Patienten berichtet[2], die in der Neugeborenenzeit verstarben.[4]
- Der Erkrankung liegen Mutationen im FLNB-Gen im Chromosom 3 am Genort p14.3 zugrunde, welches für Filamin B kodiert.[2][4]

## Klinische Erscheinungen
Klinische Kriterien sind:
- Dysproportionierter Kleinwuchs bereits bei Geburt, relativ großer Kopf, kurzer Rumpf, extrem kurze Gliedmaßen
- Gesichtsauffälligkeiten, breite Stirn, eingezogene Nasenwurzel, Hypoplasie der Nasenflügel und des Nasenseptums,  Hypertelorismus, Mikrogenie
- Erheblich verkürzte, verbogene und steife Gliedmaßen

## Diagnose
Im Röntgenbild finden sich Verknöcherungsstörungen der Röhrenknochen mit teilweise fehlenden Knochen, häufig auch Ossifikationsstörungen der Wirbelkörper.
Eine vorgeburtliche Diagnostik ist mit Feinultraschall möglich.

## Differentialdiagnose
Es wird angenommen, dass die Bumerang-Dysplasie mit der Atelosteogenesis  zum gleichen Krankheitsspektrum zählt.
Zu den das FLNB-Gen betreffenden Erkrankungen gehören außerdem die Spondylo-karpo-tarsale Synostose und das Larsen-Syndrom.

## Geschichte
Die Erstbeschreibung stammt aus dem Jahre 1977 durch den US-Amerikaner M. Piepkorn.
Bereits im Jahre 1966 wurde der Begriff „Bumerang-Krankheit“ allerdings für eine Mesomele Dysplasie Typ Reinhardt-Pfeiffer verwendet, blieb aber ungebräuchlich.